# Labish Village
Labish Village – jednostka osadnicza w Stanach Zjednoczonych, w stanie Oregon, w hrabstwie Marion.